# 三菱電機レディスゴルフトーナメント
三菱電機レディスゴルフトーナメント（みつびしでんきレディスゴルフトーナメント）は、かつて行われていたゴルフトーナメント。2016年に復活し、10月28日からの3日間にわたり武蔵丘ゴルフコース(埼玉県飯能市)で開催された。一般社団法人日本女子プロゴルフ協会（LPGA※1）公認の女子プロゴルフトーナメントであり、「樋口久子 三菱電機レディスゴルフトーナメント」として、樋口久子のゴルフ界に対する功績を称える、日本の女子ゴルフツアーでは唯一個人名を冠したトーナメントとなる。

## 歴代優勝者
| KBS京都レディースゴルフトーナメント | KBS京都レディースゴルフトーナメント | KBS京都レディースゴルフトーナメント | KBS京都レディースゴルフトーナメント | KBS京都レディースゴルフトーナメント |
| 開催回                              | 開催年                              | 優勝者名                            | 開催地                              | 開催ゴルフ場                        |
| ----------------------------------- | ----------------------------------- | ----------------------------------- | ----------------------------------- | ----------------------------------- |
| 第1回                               | 1980年                              | 樋口久子                            | 滋賀県                              | 大津カントリークラブ                |
| 第2回                               | 1981年                              | 岡本綾子                            | 滋賀県                              | 大津カントリークラブ                |
| 三菱ファンタスレディスゴルフ        |                                     |                                     |                                     |                                     |
| 開催回                              | 開催年                              | 優勝者名                            | 開催地                              | 開催ゴルフ場                        |
| 第3回                               | 1982年                              | 涂阿玉                              | 滋賀県                              | 大津カントリークラブ                |
| 第4回                               | 1983年                              | 森口祐子                            | 滋賀県                              | センチュリー・シガ・ゴルフクラブ    |
| 三菱電機ファンタスレディスゴルフ    |                                     |                                     |                                     |                                     |
| 開催回                              | 開催年                              | 優勝者名                            | 開催地                              | 開催ゴルフ場                        |
| 第5回                               | 1984年                              | 涂阿玉                              | 滋賀県                              | センチュリー・シガ・ゴルフクラブ    |
| 第6回                               | 1985年                              | 黄璧洵                              | 滋賀県                              | 琵琶湖カントリー倶楽部              |
| 第7回                               | 1986年                              | 黄玥珡                              | 滋賀県                              | 琵琶湖カントリー倶楽部              |
| 第8回                               | 1987年                              | 日蔭温子                            | 滋賀県                              | 琵琶湖カントリー倶楽部              |
| 第9回                               | 1988年                              | 小田美岐                            | 兵庫県                              | 妙見富士カントリークラブ            |
| 第10回                              | 1989年                              | 岡田美智子                          | 兵庫県                              | 北六甲カントリー倶楽部              |
| 三菱電機レディスゴルフトーナメント  |                                     |                                     |                                     |                                     |
| 開催回                              | 開催年                              | 優勝者名                            | 開催地                              | 開催ゴルフ場                        |
| 第11回                              | 1990年                              | 浜田光子                            | 兵庫県                              | 北六甲カントリー倶楽部              |
| 第12回                              | 1991年                              | 呉明月                              | 兵庫県                              | 北六甲カントリー倶楽部              |
| 第13回                              | 1992年                              | 平瀬真由美                          | 兵庫県                              | 北六甲カントリー倶楽部              |
| 第14回                              | 1993年                              | 黄璧洵                              | 兵庫県                              | 北六甲カントリー倶楽部              |
| 第15回                              | 1994年                              | 前田真希                            | 兵庫県                              | 北六甲カントリー倶楽部              |
| 第16回                              | 1995年                              | 橋本愛子                            | 兵庫県                              | 北六甲カントリー倶楽部              |
| 第17回                              | 1996年                              | 鄭美琦                              | 兵庫県                              | 北六甲カントリー倶楽部              |
| 第18回                              | 1997年                              | 福嶋晃子                            | 兵庫県                              | 北六甲カントリー倶楽部              |

## テレビ放送
テレビ放送は朝日放送制作・テレビ朝日系列で放送された。なお、初期は近畿放送（KBS京都）主催のため、ABCテレビと同じ内容をKBSでも放送されていた。